# L'Effet Glee
L'Effet Glee (ou Pilot dans la série américaine) est le premier épisode de la série télévisée Glee diffusée pour la première fois le 19 mai 2009 sur la chaîne Fox. Une version Director's cut est diffusée le 2 septembre 2009. L'histoire prend place dans le club de chant, le glee club, du lycée fictif William McKinley à Lima. Ce premier épisode montre la formation du club et présente les personnages principaux. Il est réalisé par Ryan Murphy et le scénario est créé par Brad Falchuk, Ian Brennan et Ryan Murphy. Murphy choisit les chansons qui figurent dans l'épisode avec le but de maintenir une distance entre les reprises et les originales.
L'épisode est visionnée par 9,619 millions de téléspectateurs lors de la première diffusion et 4,2 millions pour la version director's cut. Les critiques sont mitigées, The New York Times parle d'un épisode banal et de personnages stéréotypés mais loue la mise en scène et le talent des acteurs. The Daily News estime que l'épisode est implausible et imparfait mais est « potentiellement réconfortant ». USA Today remarquent quelques problèmes de casting mais donne un avis positif sur l'humour de la série et la musique. Los Angeles Times note que l'épisode plait à un grand public et qu'il s'agit « du premier épisode depuis longtemps qui marche, sans qu'il y ait besoin de rationalisation ». 

## Synopsis
Will Schuester (Matthew Morrison), professeur d'espagnol, apprend que Sandy Ryerson (Stephen Tobolowsky), dirigeant le glee club, a été renvoyé pour son comportement envers l'étudiant Hank Saunders (Ben Bledsoe). Le principal du lycée, Figgins (Iqbal Theba), donne à Will la permission de reprendre la direction du club et prévoit de le relancer. Le groupe est composé de Rachel Berry (Lea Michele), Mercedes Jones (Amber Riley), Kurt Hummel (Chris Colfer), Artie Abrams (Kevin McHale) et Tina Cohen-Chang (Jenna Ushkowitz). Les efforts de Will sont entravés par Sue Sylvester (Jane Lynch), à la tête du groupe de Pom-Pom Girls du lycée. La femme de Will, Terri (Jessalyn Gilsig) fait également peser une pression sur lui en lui disant qu'il devrait être comptable pour ramener plus de revenus chez eux. Rachel menace de quitter le club si Will ne trouve pas un étudiant avec un talent comparable au leur. Quand l'entraîneur de l'équipe de football, Ken Tanaka (Patrick Gallagher), autorise Will à recruter un de ses membres, il découvre que Finn Hudson (Cory Monteith) est un chanteur talentueux. Il planque de la marijuana dans son casier et le fait chanter pour qu'il rejoigne le club. Finn, déterminé à ne pas décevoir sa mère, accepte.
Will emmène son groupe, les New Directions, voir les Vocal Adrenaline, un club rival. Il est accompagné par Emma Pillsbury (Jayma Mays), une conseillère d'orientation amoureuse du professeur. Les Vocal Adrenaline reprennent la chanson Rehab par Amy Winehouse, ce qui inquiète le groupe quant à leurs chances de participer à la compétition régionale des comédies musicales. Quand Will rentre chez lui, Terri lui apprend qu'elle est enceinte. Estimant qu'il doit s'occuper de sa famille, Will décide malgré lui de quitter le club, et cherche un emploi de comptable. Finn est attaqué par l'équipe de football pour avoir participé aux New Directions et décide lui aussi de quitter le club. L'équipe piège Artie dans les toilettes pour l'humilier mais Finn refuse d'y prendre part. Il s'excuse auprès des membres du Glee club, et le groupe décide de continuer sans Will. Emma pousse Will à revenir sur sa décision et lorsqu'il voit son groupe chanter Don't Stop Believin', il décide de rester, ne pouvant supporter de les voir gagner sans lui.

## Production

### Scénario
Ryan Murphy, Brad Falchuk et Ian Brennan créent Glee. Murphy s'inspire de sa propre enfance où il jouait le rôle principal des comédies musicales de son école. Brennan et le producteur Mike Novick se sont aussi très impliqués dans les clubs de leurs écoles. Brennan écrit un scénario pour le film Glee, mais il pense qu'il serait mieux d'en faire une série. Fox prend le premier épisode quinze heures après la réception du scénario, ce que Murphy attribue au succès d'American Idol et dit : « Il était logique, sachant que le plus grand succès à la télé est une émission musicale, de faire quelque chose qui soit dans le même style ». Murphy veut que l'épisode soit une forme d'évasion, en expliquant : « Il y a tellement de choses en ce moment sur la guerre, la science-fiction ou des avocats. C'est un genre différent, il n'y a rien de semblable sur les autres chaînes. Tout est si noir dans le monde en ce moment, c'est pourquoi Idol marche. C'est une pure évasion ». En ce qui concerne le public de Glee, Murphy le destine à un public familial qui plaise aux adultes ainsi qu'aux enfants, avec des personnages adultes aux côtés d'adolescents. L'histoire de Glee prend place à Lima. Murphy choisit le Midwest car il est lui-même originaire de l'Indiana, et se rappelle ses visites en Ohio à Kings Island. Même si l'histoire se déroule à Lima, la série est tournée au Paramount Studios à Hollywood.

### Musique
Dans l'épisode, les personnages reprennent de nombreuses chansons. Ces passages musicaux prennent la forme de comédies musicales où les personnages se font face et chantent, l'objectif pour la série étant de rester dans la réalité. Murphy déclare que ses intérêts sont de créer une « comédie musicale post-moderne », plutôt que « de faire une série où les personnages ne font que chanter », en s'appuyant sur Chicago. Murphy prend toutes les responsabilités pour choisir les chansons qui figureront dans l'épisode, et essaie de garder une distance entre les reprises et les versions originales. « Je veux qu'il y ait une chanson pour tout le monde dans chaque épisode. C'est délicat mais très important ». 
Les chansons présentes dans le pilote sont Where Is Love? de Oliver!, Respect d'Aretha Franklin, Mister Cellophane de Chicago, I Kissed a Girl de Katy Perry, On My Own des Misérables, Sit Down, You're Rockin' the Boat de Blanches colombes et vilains messieurs, You're the One That I Want de Grease, Can't Fight This Feeling de REO Speedwagon , Rehab d'Amy Winehouse, Don't Stop Believin'  et Lovin', Touchin', Squeezin de Journey. La version director's cut inclut une reprise acoustique de Leaving on a Jet Plane de John Denver. Murphy est surpris de la facilité avec laquelle les chansons sont appréciées des maisons de disques et explique : « Je pense qu'ils ont aimé l'air des chansons. Ils aiment le fait que la série soit optimiste et parle d'adolescents, et réinterprètent leurs classiques pour un public nouveau ». The Swingle Singers font des reprises a cappella des chansons de l'épisode. Les chorégraphies sont créées par Zach Woodlee.
Quatre des chansons présentes dans l'épisode sortent en singles et sont disponibles en téléchargement. On My Own se classe à la 42e position en Irlande et à la 73e au Royaume-Uni et Can't Fight This Feeling arrive à la 117e position dans ce même pays. Rehab se classe à la 93e position en Australie, à la 38e en Irlande, à la 62e au Royaume-Uni et à la 98e aux États-Unis. Don't Stop Believin'  atteint la seconde position au Royaume-Uni, la quatrième aux États-Unis et en Irlande, la 50e au Canada, la cinquième en Australie et la 16e en Nouvelle-Zélande. Il se vend à 177 000 exemplaires aux États-Unis lors de sa première semaine de vente et va continuer à être le single de Glee le plus vendu : il est certifie disque d'or avec 500 000 ventes aux États-Unis en octobre 2009 et un million de ventes et donc un disque de platine en mars 2011 ; il est également certifié disque de platine en Australie,.

### Casting

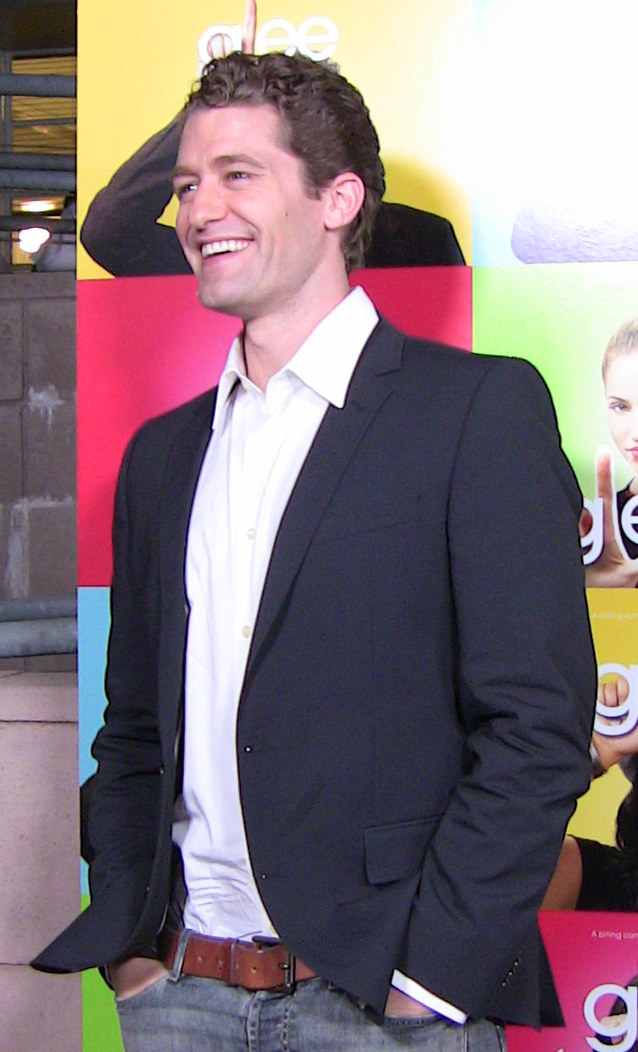
Morrison obtient un rôle après que Murphy ait passé trois mois à observer des acteurs à Broadway.

Pour le casting de Glee, Murphy cherche des acteurs qu'on pourrait identifier avec l'afflux de vedettes dans des rôles théâtraux. Au lieu d'utiliser les traditionnels castings des chaînes de télévision, il passe trois mois à Broadway, où il trouve Morrison, qui avait déjà joué sur scène dans Hairspray et La lumière sur la piazza, Michele, qui a joué dans L'Éveil du printemps et Ushkowitz, qui vient de la reprise à Broadway du Le Roi et moi. Le rôle de Rachel est écrit spécifiquement pour Michele. Colfer n'avait aucune expérience professionnelle antérieure mais il rappelle à Ryan le personnage de Kurt dans La Mélodie du bonheur et il obtient donc le rôle de Kurt Hummel. Il a d'abord auditionné pour le rôle d'Artie avec la chanson Mr. Cellophane, toutefois Murphy est tellement impressionné par sa performance que le rôle de Kurt est créé pour lui. Colfer déclare à propos de son casting : « Je suis tellement heureux de faire partie de quelque chose qui est si nouveau et différent et si nécessaire en ce moment. Il est bon d'avoir quelque chose de positif, surtout pour les enfants dans les petites villes, comme moi, qui ont besoin d'un petit remontant. C'est vrai: vous pouvez être célèbre - même s'il n'y a plus d'argent dans le monde. ».
Les acteurs qui auditionnent avec aucune expérience théâtrale doivent prouver qu'ils pouvaient chanter et danser ainsi que jouer. Mays auditionne avec la chanson Touch-a, Touch-a, Touch-a, Touch Me du Rocky Horror Show, tandis que Monteith présente d'abord une vidéo de lui en train de jouer uniquement et est prié d'en soumettre une seconde, une cassette musicale, dans laquelle il chante « une version ringarde, dans le style des clips vidéo des années 80 » de Can't Fight This Feeling de REO Speedwagon. Monteith a jugé son casting « en plein dans le mille » en déclarant : « Je suis comme mon personnage. Je n'ai jamais eu de formation ou des leçons. Je peux simplement le faire - avec quelques ajustements, évidemment. ». McHale provient du milieu des boys-bands en ayant précédemment fait partie du groupe Not Like Them. Il auditionne avec la chanson Let It Be et est testé aux côtés de Colfer et Ushkowitz. Il explique que la diversité des origines du casting reflète la gamme de différents styles musicaux dans la série : « C'est un mélange de tout : rock classique, des trucs actuels, du R'n'B. Même les trucs du théâtre musical sont mises en valeur. Vous aurez pas toujours à le reconnaître. ». Lynch est initialement destiné à être une guest star mais obtient un rôle régulier quand un pilote de Damon Wayans sur lequel elle travaillait pour ABC tombe à l'eau.

## Accueil

### Audimat
Au cours de l'heure de retransmission, la première diffusion de l'épisode rassemble une moyenne de 9,619 millions de téléspectateurs américains. Il débute avec 12,518 millions  puis chute après la première demi-heure de la première place des audiences à la troisième en ne retenant que 8,917 millions de téléspectateurs. L'épisode se classe à la 14e position des audiences lors de la semaine de diffusion et est la quatrième émission la plus regardée sur la chaîne Fox lors de cette semaine. L'épisode reçoit un score de 3,9/7 (côte d'écoute/note) dans la tranche d'âge clé des 18-49 ans. Sa version director's cut attire 4,2 millions de téléspectateurs et un score de 1,8/5 sur les 18-49 ans. L'émission est la 19e la plus vue au Canada durant la semaine de diffusion avec 1,04 million de téléspectateurs. Elle est regardée par 278 000 téléspectateurs au Royaume-Uni soit une part d'audience de 1,3 % et par 100 000 supplémentaires en différé soit une part de 0,6 %. La director's cut est diffusée le 11 janvier 2010, suivi par Tout le monde adore le disco, et est vue par 1,76 million de téléspectateurs et devient l'émission la plus regardée sur E4 et également sur l'ensemble du câble pour cette semaine.

### Récompenses
Après la première diffusion de l'épisode, Glee est nommé pour trois Teen Choice Awards : celui de la meilleure nouvelle série, celui de la révélation masculine (Cory Monteith) et féminine (Lea Michele). Murphy est nommé pour le Directors Guild of America Award du meilleur réalisateur pour une série comique 2009 pour son travail sur l'épisode. Robert J. Ulrich, Eric Dawson, Carol Kritzer et Jim Carnahan remporte un Artios Award pour le meilleur casting d'une série comique. Mark Hutman est nommé pour le Art Directors Guild Award de la série télévisée à caméra unique et David Klotz gagne un Golden Reel Award pour le meilleur montage sonore pour de la musique de format court en télévision pour son travail sur l'épisode. À la 62e cérémonie des Primetime Emmy Awards, Murphy, Falchuk et Brennan sont nommés pour le prix du meilleur scénario pour une série comique pour leur travail sur l'épisode. Murphy est aussi nommé pour le prix de la meilleure réalisation pour une série comique et Hutman, Christopher Brown et Barbara Munch sont nommés pour le prix de la meilleure direction artistique pour une série tournée avec une seule caméra.

### Critiques de la presse

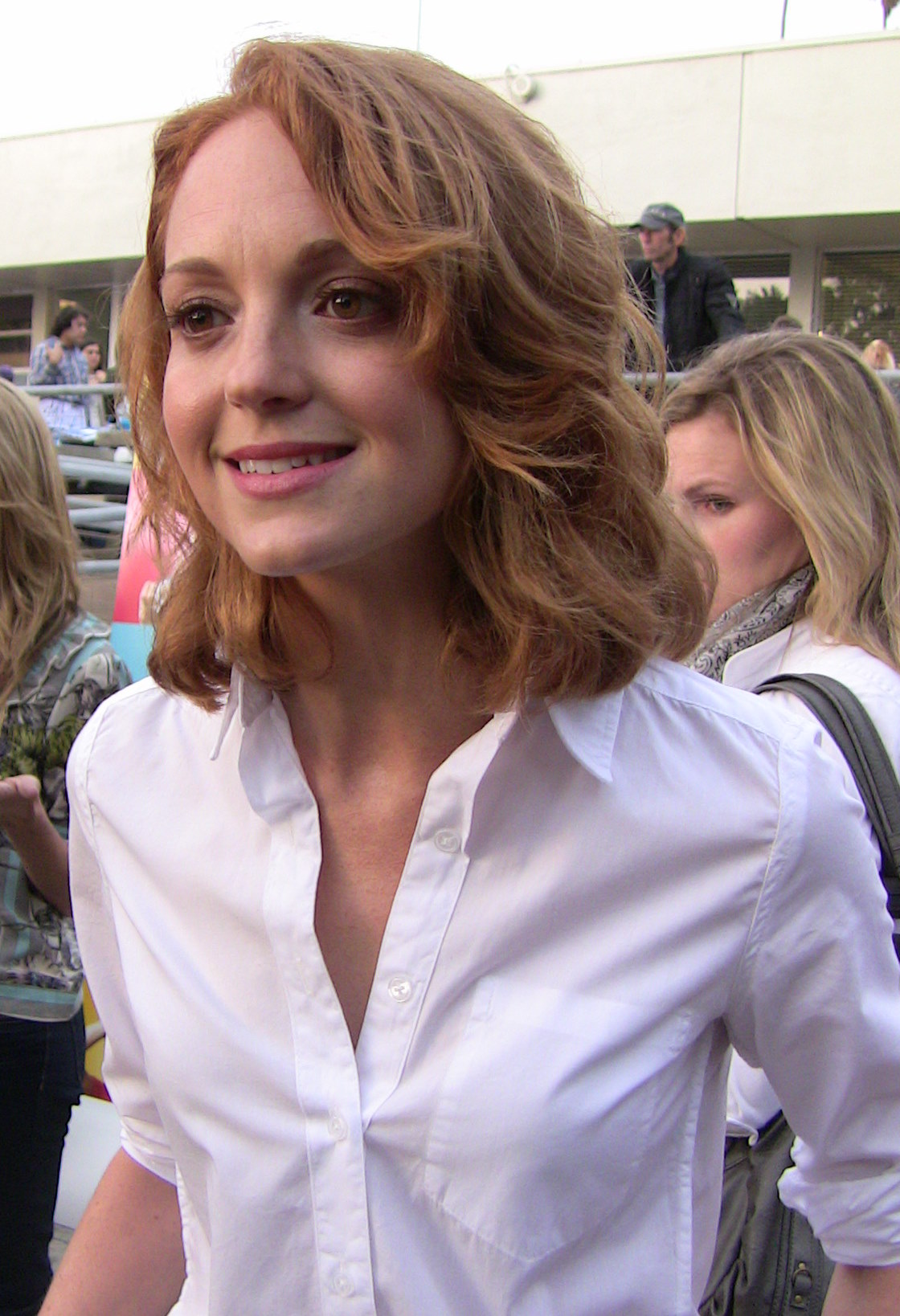
Brian Lowry de Variety croit que Mays dans le rôle d'Emma offre un rachat modeste à un casting adulte de pitres exagérés.

Ken Tucker de Entertainment Weekly donne à l'épisode un A en posant la question : « Y a-t-il jamais eu une émission de télévision qui porte aussi bien son nom que Glee ? Elle incarne et inspire exactement ce qui est la qualité. ». Glee est le sujet le plus discuté sur le site de réseau social Twitter lors de la soirée de sa première diffusion. Alessandra Stanley du New York Times appelle l'émission « béatement banale d'une façon pleine d'esprit et imaginative » en déclarant que les personnages sont des « archétypes du lycée » mais note « une forte impulsion satirique qui ne diminue pas l'identité des personnages ou baisser le sens du spectacle d'une distribution talentueuse ». David Hinckley du Daily News écrit que l'épisode « n'est pas proche de la perfection » mais « a des personnages sympathiques, un bon sens de l'humour et une touche raisonnable habile avec la musique ». Il appelle le pilote « pas très plausible » mais « potentiellement réconfortant » en écrivant sur les choix musicaux : « Le duo sur You're the One That I Want de Grease peut être un peu évident mais faire une chorégraphie de groupe sur Rehab de Amy Winehouse montre un peu d'inspiration. De savoir si Glee peut tenir cette note reste une véritable question sans réponse. Mais il aura au moins la peine de regarder pour voir. ». Robert Bianco de USA Today évalue : « Il y a beaucoup à aimer ici : l'exubérance des numéros musicaux, le mordant de la comédie et la joie de voir quelque chose de différent. Il a des problèmes de distribution et de tonalité, mais il a tout l'été pour les régler. ». 
David Zurawik du Baltimore Sun est critique sur l'incarnation et la comédie de la série mais est impressionné par la mise en scène de Don't Stop Believin', l'appelant « si élévatrice et inspirée qu'il rachète la quasi-totalité des stéréotypes et de l'humour boiteux qui viennent avant. Serrer les dents comme je l'ai fait d'une manière d'une tête vide unidimensionnelle, l'écriture pourrait être, je vais quand même être de retour pour le début de cette série à l'automne en raison de son coup de poing musical. ». Tom Jicha du Sun Sentinel revendique la même chose à propos de l'épisode : « Un résultat animé et des artistes attrayants compense un peu les caractères trop familiers et les complots » tandis que Rob Owen du Pittsburgh Post-Gazette en convient en déclarant : « C'est la musique qui fait de Glee un délice joyeux. Sans les numéros de chant et de danse, ce pilote de Fox serait juste une autre comédie dramatique qui se déroule dans un lycée. ». 
Maureen Ryan du Chicago Tribune commente que : « les deux plus importants numéros musicaux sont extrêmement divertissants. Ils sont tournés et interprétés avec brio et ils ont mis à la honte ces medleys que les candidats font souvent lors de l'édition du mercredi de American Idol » mais observe également : « De savoir si cela va fonctionner comme une comédie dramatique satirique sur l'environnement social féroce du lycée est une autre affaire. ». Sur la distribution principale, Ryan déclare : « La sélection de Matthew Morrison en tant que Will Schuester [...] était une sage décision ; l'acteur a non seulement une voix douce mais un espoir de chien battu qui donne un point d'ancrage nécessaire à des éléments plus satiriques de l'émission. Cory Monteith donne au quarterback Finn Hudson une autorité d'athlète mélangé avec une naïveté attrayante honnête et Lea Michele a non seulement une voix incroyable, mais réussit à donner son caractère à la diva gâté Rachel Berry, bien plus qu'un stéréotype sans humour. ». Elle est critique, toutefois, envers Gilsig qui joue Terri, en l'appelant « la pire chose à propos de Glee » et donne son avis : « Tel qu'écrit par Murphy et jouée par Gilsig, le personnage est criard, pas drôle et profondément désagréable. C'est comme si Ryan n'avait pas confiance que le public se placerait derrière Will et la saga de son glee club hétéroclite et ainsi cru bon de donner à l'enseignement une femme acariâtre et casse-pieds venant de l'enfer. ». 
Au contraire, Tom Shales du Washington Post critique Morrison dans le rôle de Will, en écrivant : « Morrison n'est certainement pas joyeux et ne semble pas particulièrement bien armée pour être un impresario de lycée; que les joueurs de cornemuse partent, il n'est même pas une pie marginalisée. ». Shales est plus positif en ce qui concerne la performance de Lynch et conclut que : « La tension dramatique n'est pas vraiment abondante, mais agréablement mis en scène par des chansons et une aura générale d'ingénuité rétro viennent à travers et semblent terriblement de façon intermittente rafraîchissante. ».  Brian Lowry de Variety met en évidence également les problèmes de jeu et de caractérisation dans l'épisode en écrivant que : « C'est parmi les adultes, hélas – qui sont pour la plupart des pitres exagérés – où Glee navigue près de la limite des rails, de la matrone des cheers tyrannique, Jane Lynch, à l'entraîneur de football qui salive, un peu comme le gang des Rydell High dans Grease. ». Lowry sent que : « Un rachat modeste vient de la bégayante Emma (Jayma Mays de Heroes), qui a un béguin clair sur Will, même s'il est marié à sa chérie de lycée. Peut-être pour favoriser l'enracinement d'un intérêt (ou du moins de la sympathie) pour un couple Will-Emma, la dite femme (Jessalyn Gilsig) est d'abord présentée comme une mégère sotte. ». Mary McNamara du Los Angeles Times appelle Glee: « la première émission depuis longtemps qui est tout simplement à plein régime, un plaisir coupable sympa avec des rationalisations non nécessaires. ». Elle fait l'éloge de Lynch dans le rôle de Sue, en écrivant que « Lynch seule vaut la peine de regarder Glee » et affirme que dans l'ensemble : « La musique, mais nullement énervé, est énergique avec un appel à un large public, comme pour l'épisode lui-même. ».